# Pinson (Alabama)
Pinson è un comune (city) degli Stati Uniti d'America situato nella contea di Jefferson dello Stato dell'Alabama. È un sobborgo nord-orientale di Birmingham.
Pinson è stata riconosciuta city solo dal 2 aprile 2004. In precedenza Pinson era un census-designated place.